# Steve Porcaro
Steve Porcaro, właśc. Steven Maxwell Porcaro (ur. 2 września 1957 w Hartford w stanie Connecticut) – amerykański kompozytor, instrumentalista klawiszowiec znany z występów w grupie muzycznej Toto. Porcaro współpracował ponadto m.in. z takimi wykonawcami jak: Michael Jackson, Joseph Williams, Jackie DeShannon, Aretha Franklin oraz Jennifer Warnes.
Syn perkusisty jazzowego Joe Porcaro, jego bracia Mike i Jeff również byli muzykami.

## Filmografia
- "Nathan East: For the Record" (2014, film dokumentalny, reżyseria: Chris Gero, David Maxwell)[3]